# Glenea annulicornis
Glenea annulicornis là một loài bọ cánh cứng trong họ Cerambycidae.